# Boca Predio
El Centro de entrenamiento de Boca Juniors más conocido como Boca Predio, es un conjunto de instalaciones deportivas propiedad del Club Atlético Boca Juniors que se encuentra en la ciudad de Ezeiza, provincia de Buenos Aires.

## Historia
En el año 2013, Alejandro Granados (Intendente de la localidad de Ezeiza), junto a los legisladores de la provincia de Buenos Aires, le cedieron sin costo alguno 60 hectáreas a Boca Juniors, por 30 años para que construyera un centro de entrenamiento.
Las obras comenzaron en 2014 pero luego de un conflicto de jurisdicción que duró 25 meses, Boca logró inaugurar el centro de entrenamiento el 3 de abril del 2017 por el entonces Presidente de la Nación y expresidente de la institución Mauricio Macri.
Daniel Angelici (quien era el Presidente de Boca en ese momento), quería que el predio se llamara Mauricio Macri pero este se negó.

## Instalaciones
En el predio de 60 hectáreas se encuentra el edificio central de 3000m² donde cuenta con ocho vestuarios para futbolistas y otros cinco para entrenadores, cuerpo médico y árbitros; cocina comedor; sala de vídeos; oficina médica y zona de rehabilitación, área de psicología, nutrición y secretaria técnica; utilerías y depósitos. A los alrededores se encuentra un parquizado y arboledas; dos canchas de fútbol 11 (una de césped natural y otra sintético) para partidos oficiales con tribunas y ocho canchas de fútbol 11 para entrenamiento (siete de césped natural y una de sintético).